# Rã transparente
Rãs transparentes foram produzidos por cientistas japoneses, para ver os seus orgãos, células do sangue e ovos sem dissecção. A pele é translúcida, não completamente transparente.